# Alberto Razzetti
Alberto Razzetti, född 2 juni 1999 i Lavagna, är en italiensk simmare.

## Karriär
I maj 2021 vid långbane-EM i Budapest tog Razzetti silver på 400 meter medley och brons på 200 meter medley. I november 2021 vid kortbane-EM i Kazan tog han guld på 200 meter fjärilsim och noterade ett nytt italienskt rekord på tiden 1.50,24 samt tog silver på 400 meter medley och brons på 200 meter medley. I december 2021 vid kortbane-VM i Abu Dhabi tog Razzetti guld på 200 meter fjärilsim och förbättrade sitt italienska rekord till 1.49,06 samt tog brons på 200 meter medley och noterade även där ett nytt italienskt rekord på tiden 1.51,54.
I augusti 2022 vid långbane-EM i Rom tog Razzetti guld på 400 meter medley, silver på 200 meter medley samt brons på 200 meter fjärilsim. I december 2022 vid kortbane-VM i Melbourne var han en del av Italiens kapplag som tog brons på 4×200 meter frisim. Razzetti erhöll ytterligare ett brons efter att ha simmat försöksheatet på 4×100 meter medley där Italien sedermera tog medalj.
I december 2023 vid kortbane-EM i Otopeni tog Razzetti guld på 400 meter medley samt silver på 200 meter fjärilsim och 200 meter medley. I februari 2024 vid VM i Doha tog han silver på 200 meter fjärilsim och brons på 200 meter medley.